# 緬甸泰米爾人
緬甸泰米爾人，是居住在緬甸的泰米爾人，是印裔緬甸人一部分。泰米爾人最早在公元一世紀已生活緬甸，南印度的朱羅王朝與緬甸早期王國有貿易關係，但大量進入緬甸則是英國殖民時期。泰米爾人作為稻農和橡膠種植園工人，還有放債人。根據1966年一份報告，緬甸有200000名泰米爾人。在第二次世界大戰時很多泰米爾人逃回印度，所以泰米爾納德邦有一個在1969年成立的緬甸巴扎。
在1942年，很多馬來西亞人和泰米爾人被日軍徵用修建長415公里的泰緬鐵路，150000泰米爾人死於過勞、疾病、猛獸和日軍虐待。
大多數緬甸泰米爾人是印度教徒，在仰光有印度教寺院。他們多採用緬甸式姓名不再說泰米爾語，但仍然保留民族認同，比起羅興亞人他們較少受緬甸人歧視。